# 小行星7125
小行星7125（7125 Eitarodate）是一颗绕太阳运转的小行星，为主小行星带小行星。该小行星于1991年2月7日发现。
該小行星以日本業餘天文學家伊達英太郎命名。

## 轨道参数
小行星7125的轨道半长轴为2.4130070 UA，离心率为0.116。